# Ranissus candidata
Ranissus candidata är en insektsart som beskrevs av Alexander Fyodorovich Emeljanov 1972. Ranissus candidata ingår i släktet Ranissus och familjen Dictyopharidae. Inga underarter finns listade i Catalogue of Life.